# James Hall (paleontolog)

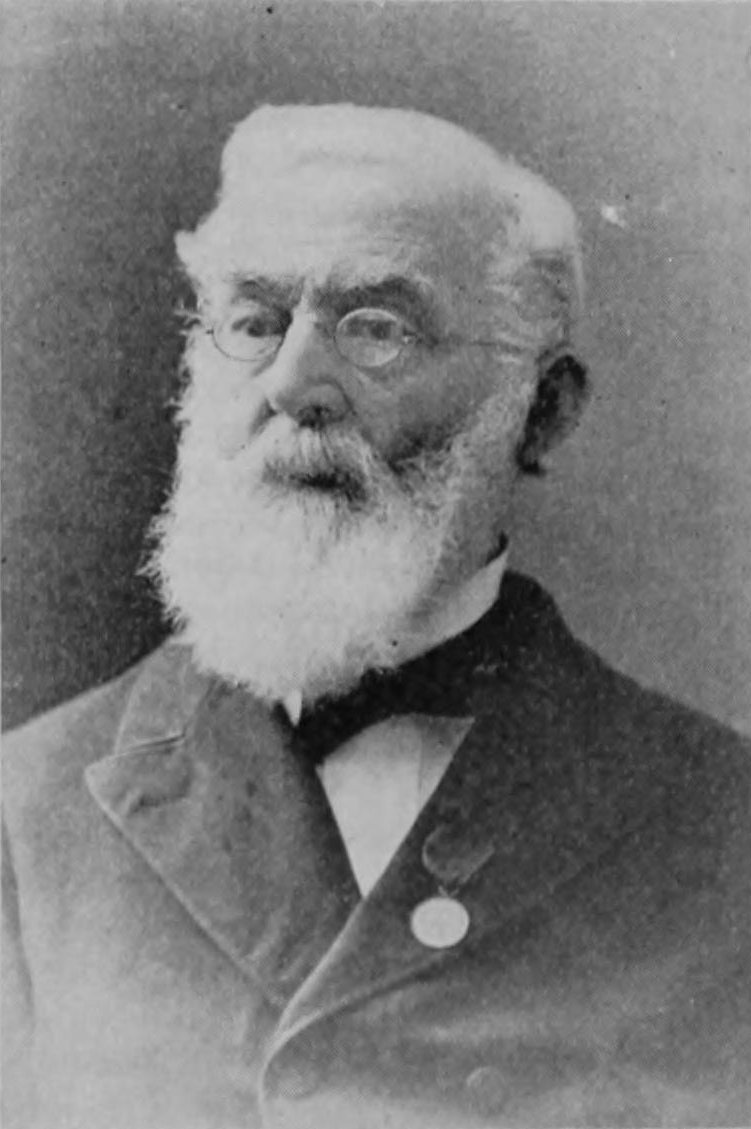
James Hall

James Hall (ur. 12 września 1811 w Hingham, Massachusetts, zm. 7 sierpnia 1898 w Bethlehem, New Hampshire) – amerykański geolog i paleontolog. 
Wniósł decydujący wkład w opracowanie tzw. teorii grawitacyjnej powstawania gór.